# Soheil Beiraghi
Soheil Beiraghi (* 16. října 1986 Šahreza) je íránský režisér, scenárista a producent. 
Režíroval snímky Já (2016), Studený pot (2018), Aammeh Pasand (2020) a Bezpráví (2025). Svou kariéru u filmu započal v roce 2005 jako asistent režie a plánovač, po deseti letech zahájil svou vlastní režijní kariéru. Za film Bezpráví (2025) o íránské dívce, která chce zpívat, byl v Íránu v nepřítomnosti odsouzen na čtyři roky ve vězení. Film měl premiéru na karlovarském filmovém festivalu.

## Filmografie
| Rok  | Název filmu   | Typ  | Žánr             | Role                                              |
| ---- | ------------- | ---- | ---------------- | ------------------------------------------------- |
| 2016 | Já            | Film | Drama            | režisér, scenárista                               |
| 2018 | Studený pot   | Film | Drama, Sportovní | režisér, scenárista, scénograf                    |
| 2020 | Aammeh Pasand | Film | Drama            | režisér, scenárista, producent                    |
| 2025 | Bezpráví      | Film | Drama            | režisér, scenárista, producent, sřihač, scénograf |